# فرودگاه گلگت
فرودگاه گلگت (به انگلیسی: Gilgit Airport) یک فرودگاه همگانی با کد یاتا GIL است که یک باند فرود آسفالت دارد و طول باند آن ۱۶۴۶ متر است. این فرودگاه در کشور پاکستان قرار دارد و در ارتفاع ۱۴۶۲ متری از سطح دریا واقع شده‌است.

## شرکت‌های هواپیمایی و مقصدهای پروازی
| شرکت‌های هواپیمایی           | مقصدهای پروازی |
| --------------------------- | -------------- |
| هواپیمایی بین‌المللی پاکستان | بینظیر بوتو    |